# 山谷徳治郎
山谷 徳治郎（やまや とくじろう、1866年5月5日（慶応2年3月21日） - 1940年（昭和15年）5月27日）は、日本の医師、政治家、衆議院議員（1期）、医学博士。兄は衆議院議員の山谷虎三。長男は俳人・日新書院取締役の山谷太郎で、その次男が脚本家・演出家の倉本聰である。

## 経歴
東京都出身。岡山県医学校を経て、東京帝国大学医学部で内科及び病理学を専攻する。1907年、ドイツに留学し、ギーセン大学とゲッチンゲン大学で学び、ドクトル・メジーネ(医学博士)を授けられる。帰国後は津山町(現・津山市)で病院を開業する。その後、大阪の病院の副院長、三共(資)理事、(株)日新医学社を創立、取締役社長となる。その他、医学雑誌や図書の出版に従事した。
1925年の岡山7区の補欠選挙に立候補して当選する。当選後、立憲政友会に入り、衆議院議員を1期務めた。1928年の第16回衆議院議員総選挙には立候補しなかった。1940年死去。